# János Farkas
János Farkas (27. březen 1942, Budapešť – 29. září 1989, Budapešť) byl maďarský fotbalista. Hrával na pozici útočníka či záložníka.
S maďarskou reprezentací získal bronzovou medaili na mistrovství Evropy roku 1964. Má také zlatou medaili z fotbalového turnaje olympijských her v Tokiu roku 1964. Hrál též na mistrovství světa v Anglii roku 1966. Byl nominován již na světový šampionát v Chile roku 1962, ale do bojů na turnaji nezasáhl. Celkem za národní tým odehrál 33 utkání, v nichž vstřelil 19 branek.
S Vasasem Budapešť se stal čtyřikrát mistrem Maďarska (1960/61, 1961/62, 1965, 1966). Roku 1966 byl s 25 brankami v sezóně nejlepším střelcem maďarské ligy.
V anketě hledající nejlepšího fotbalistu Evropy Zlatý míč skončil roku 1966 sedmý  a roku 1967 desátý.